# Monique Roffey
Monique Roffey (Port of Spain, 1965) è una scrittrice britannica d'origine trinidadiana.

## Biografia
Nata nel 1965 a Port of Spain da padre britannico e madre egiziana di origini europee-levantine, ha studiato inglese e cinematografia alla University of East Anglia e ha conseguito un dottorato di ricerca all'Università di Lancaster.
Nel 2002 ha esordito nella narrativa con il romanzo Sun Dog e in seguito ha pubblicato altri sei romanzi e un'autobiografia ambientando spesso le sue opere nei Caraibi.
Dopo aver affrontato un periodo di difficoltà economica , nel 2019 ha lanciato una campagna di crowdfunding per finanziare il suo prossimo romanzo.
Uscito l'anno successivo con il titolo La sirena di Black Conch, storia d'amore tra una sirena e un pescatore, si è rivelato un successo di critica ed è stato insignito di 2 premi Costa.
Insegnante di scrittura creativa presso la Arvon Foundation, vive e lavora tra Londra e la nativa Port of Spain.

## Opere

### Romanzi
- Sun Dog (2002)
- August Frost (2003)
- The White Woman On the Green Bicycle (2009)
- Archipelago (2012)
- House of Ashes (2014)
- The Tryst (2017)
- La sirena di Black Conch (The Mermaid of Black Conch, 2020), Venezia, Marsilio, 2022 traduzione di Ada Arduini ISBN 978-88-297-1448-3.

### Memoir
- With the Kisses of His Mouth (2011)

## Premi e riconoscimenti
Women's Prize for Fiction
- 2010 finalista con The White Woman on the Green Bicycle[9]

OCM Bocas Prize for Caribbean Literature
- 2013 vincitrice con Archipelago[10]

Costa Book Awards
- 2020 vincitrice nelle categorie "Miglior romanzo" e "Libro dell'anno" con La sirena di Black Conch[11]